# العطف (الملاح)

تعديل مصدري - تعديل

العطف هي إحدى قرى عزلة الملاح بمديرية الملاح التابعة لمحافظة لحج، بلغ تعداد سكانها 29 نسمة حسب تعداد اليمن لعام 2004.